# Roncoferraro
Roncoferraro ist eine norditalienische Gemeinde (comune) mit 6886 Einwohnern (Stand 31. Dezember 2023) in der Provinz Mantua in der Lombardei. Die Gemeinde liegt etwa 12 Kilometer ostsüdöstlich von Mantua. 7,5 Kilometer südlich von Roncoferraro fließt der Po. Hier mündet auch der Mincio in den Po.

## Geschichte
Im Ortsteil Governolo trafen 452 Papst Leo I. und Attila aufeinander. Governolo wird auch in Dantes Inferno genannt.

## Verkehr
Die Strada Statale 482 Alto Polesana führt durch das südliche Gemeindegebiet.